# Apollonia (costa nord di Creta)
Apollonia (in greco antico: Ἀπολλωνία?) era una polis dell'antica Grecia ubicata sulla costa settentrionale dell'isola di Creta.

## Storia
Era compresa in una lista di città cretesi citate in un decreto di Cnosso del 259/233 a.C. e anche nella lista delle città cretesi che firmarono un'alleanza con Eumene II di Pergamo nel 183 aC.
Apollonia manteneva un trattato di amicizia, la doppia cittadinanza e la partecipazione alle decisioni relative alla giustizia con la città di Cidonia i cui termini erano contenuti nel tempio di  Zeus Ideo, ma entro l'anno 170/169 a.C. gli abitanti di Cidonia ruppero il patto con Apollonia occupandola con la forza, uccidendo gli uomini, saccheggiando la città e distribuendo le terre da coltivare.
La città era ubicata sulla costa nord di Creta, nel territorio dell'attuale Agias Pelagia, a circa 20 km a ovest di Heraklion.
Non deve essere confusa con Eleftherna, altra città cretese che secondo Stefano di Bisanzio, in precedenza di era chiamata Apollonia.